# Reakcja Fentona
Reakcja Fentona – reakcja nadtlenku wodoru z jonem żelaza(II), Fe2+
, będąca metodą wytwarzania rodnika hydroksylowego. Została opisana przez brytyjskiego chemika H.J.H. Fentona w 1876 r. w pracy pt. On a new reaction of tartaric acid, a później przez Habera i Weissa, którzy wykazali w 1932 r. powstawanie w niej wolnego rodnika hydroksylowego.
Reakcja Fentona:
H
2O
2 + Fe2+
 → OH•
 + OH−
 + Fe3+

Reakcja Habera-Weissa uwzględnia regenerację żelaza(III): Fe3+
 + O−
2•
 → Fe2+
 + O
2, co oznacza, że Fe2+
 pełni rolę katalizatora, a jej sumaryczny zapis jest następujący:
H
2O
2 + O−
2•
 → OH•
 + OH−
 + O
2

## Biologiczna reakcja (cykl) Fentona
Reakcja Fentona jest postulowana również w układach biologicznych, gdzie udział biorą jony metali niewystępujące w klasycznej reakcji Habera-Weissa. Sugerowany mechanizm tworzenia w niej rodnika hydoksylowego to dwa cykle reakcji sumarycznej:
1. właściwa reakcja Fentona
2. regeneracja jonu żelaza(II), poprzez redukcję przez anionorodnik ponadtlenkowy jonu żelaza(III), będącego produktem pierwszej reakcji.

Reakcję tę mogą też katalizować jony miedzi, jak również kobaltu, niklu, manganu, chromu, a szczególnie w formie skompleksowanej z chelatorami.
Innymi sugerowanymi czynnikami utleniającymi są:
- rodnik ferrylowy
- rodnik nadferrylowy
- nadtlenoazotyn

Gdy niezwiązane z białkiem żelazo wchodzi w reakcję Fentona, powstające rodniki hydroksylowe OH•
 mogą przyczyniać się do tworzenia 8-okso-2’-deoksyguanozyny (8-okso-dG), której obecność skutkuje mutacjami DNA prowadzącymi do karcynogenezy.